# Antic Hospital d'Artés
L'Antic Hospital d'Artés és un edifici del municipi d'Artés (Bages) inclosa en l'Inventari del Patrimoni Arquitectònic de Catalunya.

## Descripció
Es tracta d'una construcció civil: casa entre mitgeres situada dins el nucli antic de la vila d'Artés, format per planta baixa i un pis superior; l'habitatge és cobert amb doble vessant i amb el carener paral·lel a la façana principal, orientada a ponent. Totes les obertures són modernes llevat de la porta d'accés, que dona al carrer del Padró, i que conserva la llinda i la decoració superior formada per una creu llatina. Tota la façana és avui arrebossada.

## Història
Aquest edifici acollia el petit hospital de la vila d'Artés al segle xviii. Deuria fer les funcions pròpies d'un hospital, quant als serveis mèdics, i també, seguint la tradició medieval deuria acollir i fer les funcions assistencials a viatgers, pobres i captaires.
La llinda porta referència la data de 1773. al s. XIX fou una escola.